# Шавна Печ
Шавна Печ (словен. Šavna Peč) је насељено место у општини Храстник, Засавска регија, Словенија.

## Историја
До територијалне реорганизације у Словенији била је у саставу старе општине Храстник.

## Становништво
У попису становништва из 2011. године, Шавна Печ је имала 100 становника.
| Број становника према пописима | Број становника према пописима | Број становника према пописима |
| ------------------------------ | ------------------------------ | ------------------------------ |
| 1991                           | 2002                           | 2011                           |
| 81                             | 98                             | 100                            |

Напомена: Године 1987. повећано за насеље Сухадол, које је укинуто.